# 쇼! 서울 서울
《쇼! 서울 서울》는 대한민국의 SBS에서 방송되었던 음악 프로그램인데 1991년 4월 MBC 《토요일! 토요일은 즐거워》에서 빠진 초대 MC 이덕화가 해당 프로그램을 통해 쇼 진행자로 복귀했다.
한편, 스튜디오 여건 탓인지 녹화방송을 했는데 음악 위주의 구성에서 벗어나 코믹적 요소를 대폭 가미하여 눈길을 끌었으며 초대 MC 이덕화가 연기활동에 전념하기 위하여 빠진 뒤 1992년 가을개편부터 정재환이 후임으로 들어왔고 보조 진행자들이 'MC 파워'란 이름을 통해 정재환과 공동 진행을 맡았다.
하지만, 무용수들의 선정적 춤과 방청객 환호성을 여과없이 내보내 방송위원회연예오락심의위원회로부터 "경고" 조치를 받았다.
게다가, 대부분의 오락프로그램들과 마찬가지로 초청손님이 소수의 인기연예인들에 집중됐다는 지적을 받아왔으며 1993년 봄 개편부터 시끄럽고 화려했던 분위기를 다소 가라앉히는 한편 선곡과 출연가수의 폭을 넓혀나갔으며 설도윤이 정재환 후임으로 합류했고 이 과정에서 지나치게 '역동적'이란 지적을 받아 온 전 진행자 정재환과 MC 파워의 진행방식을 배제한 대신 편안한 음악을 배경으로 차분하게 이끌어나가는 형식으로 바뀌었다.
그러나, 1993년 봄 개편 때 신설된 언플러그드 음악 프로그램들과 마찬가지로 몇몇 언더그라운드 가수들만을 단골손님으로 내보내 "그 프로가 그 프로"라는 지적을 받아 하락세를 면치 못하자 1993년 가을개편으로 막을 내렸다.

## 기획 의도
SBS가 개국한 뒤, 고품격 버라이어티 음악쇼 프로그램이다.

## 방송 일정
| 방송 채널 | 방송 기간                          | 방송 시간                       | 비고 |
| --------- | ---------------------------------- | ------------------------------- | ---- |
| SBS       | 1991년 12월 13일 ~ 1992년 3월 20일 | 매주 금요일 밤 8시 55분 ~ 10시  |      |
| SBS       | 1992년 3월 29일 ~ 1992년 8월 9일   | 매주 일요일 저녁 7시 ~ 8시      |      |
| SBS       | 1992년 8월 22일 ~ 1992년 11월 21일 | 매주 토요일 저녁 6시 5분 ~ 7시  |      |
| SBS       | 1992년 12월 5일 ~ 1993년 10월 9일  | 매주 토요일 저녁 5시 10분 ~ 6시 |      |
| SBS       | 1993년 10월 16일                   | 토요일 오후 4시 ~ 4시 55분      |      |

## 역대 진행자
- 이덕화 (1991년 12월 13일 ~ 1992년 10월 10일)
- 정재환 (1992년 10월 17일 ~ 1993년 5월 1일)
- 설도윤 (1993년 5월 8일 ~ 1993년 10월 16일)

## 오케스트라
- sbs 관현악단 - 지휘 김정택

## 타이틀 변천사
| 년도   | 타이틀             | 타이틀             | 비고 |
| ------ | ------------------ | ------------------ | ---- |
| 1991년 | SBS 인기가요 (1기) | 쇼! 서울 서울      |      |
| 1993년 | 스타 서울 스타     | 스타 서울 스타     |      |
| 1994년 | 생방송 TV 가요 20  | 생방송 TV 가요 20  |      |
| 1998년 | SBS 인기가요 (2기) | SBS 인기가요 (2기) |      |

## 같이 보기
- 텔레비전 음악

## 결방
- 1992년 5월 24일 - 6시부터 특집 《꾸러기 대행진》1~2부 편성
- 1992년 9월 12일 - 5시 10분부터 추석특집 <초마술의 세계-미스터 마릭> 편성[13]
- 1992년 10월 10일 - 5시부터 제 1회 <SBS 신세대 가요제> 편성
- 1992년 11월 14일 - 특집 프로그램 편성
- 1992년 11월 28일 - 5시 10분부터 <슈퍼모델 선발대회> 편성
- 1993년 7월 10일 - 특별방송 <클린턴 대통령 국회연설> 편성
- 1993년 7월 31일 - 4시 10분부터 <대전엑스포 '93 D-7 축하쇼> 편성[14]
- 1993년 8월 14일 - 4시 20분부터 여름특집 <노래사랑 93 콘서트> 편성[15]
- 1993년 9월 18일 - <세계 슈퍼모델 선발대회> 편성[16]
- 1993년 10월 2일 - 추석특집 <연예인 총출동 작전명령 007> 편성[17]